# Nové Sedlo, Sokolov
Nové Sedlo là một thị trấn thuộc huyện Sokolov, vùng Karlovarský, Cộng hòa Séc.